# Mannophryne olmonae
Mannophryne olmonae är en groddjursart som först beskrevs av Hardy 1983.  Mannophryne olmonae ingår i släktet Mannophryne och familjen Aromobatidae. IUCN kategoriserar arten globalt som akut hotad. Inga underarter finns listade i Catalogue of Life.